# Mustafá Chafi
Mustafá Ould Liman Chafi (Nuakchot, 1960) es un político mauritano que trabaja como asesor del primer ministro de Burkina Faso, Blaise Compaoré. Intervino satisfactoriamente en la liberación de dos diplomáticos canadienses de Naciones Unidas secuestrados por Al Qaeda del Magreb Islámico en 2009, y de tres cooperantes españoles a finales del mismo año y también por Al Qaeda y que fueron liberados entre marzo y agosto de 2010.
Sus relaciones con el poder en Mauritania son de manifiesta enemistad, en especial con el general Mohamed Abdelaziz, presidente de Mauritania desde el golpe de Estado de 2008. Tiene prohibida la entrada en su país. La prensa proclive al gobierno golpista mauritano acusó a Chafi de fomentar golpes de Estado en África con la cooperación del líder libio, Muammar al-Gaddafi, lo que Chafi negó.
En diciembre de 2011 fue acusado por la justicia mauritana de mantener contacto con organizaciones terroristas y brindarles apoyo logístico. Estas acusaciones fueron efectuadas pocos días después de que Mustafá Chafi criticara duramente la política de seguridad del presidente Abdelaziz. La oposición mauritana criticó severamente la emisión de la orden internacional de detención contra Mustafá Chafi por parte de la judicatura mauritana y pidió abiertamente que no se ejecutara. El acusado negó todas las acusaciones posteriormente, aunque la orden de detención internacional sigue vigente
desde entonces. Los presidentes de Burkina Faso, Níger y el primer ministro de Costa del Marfil emitieron a principios de 2012 mensajes de apoyo a Chafi, en su condición de figura política mauritano en el exilio.
Actualmente Mustafá Chafi vive en el barrio residencial de Ouaga 2000 con su mujer e hijos en la capital de Burkina Faso, Ouagadogou, cerca del complejo de la residencia presidencial. En sus frecuentes viajes, utiliza un pasaporte diplomático de Burkina Faso.
En septiembre de 2021, Mustafá Chafi fue designado por decreto del 24 de septiembre de 2021 asesor especial del presidente de Níger, Mohamed Bazoum.